# Acinipo

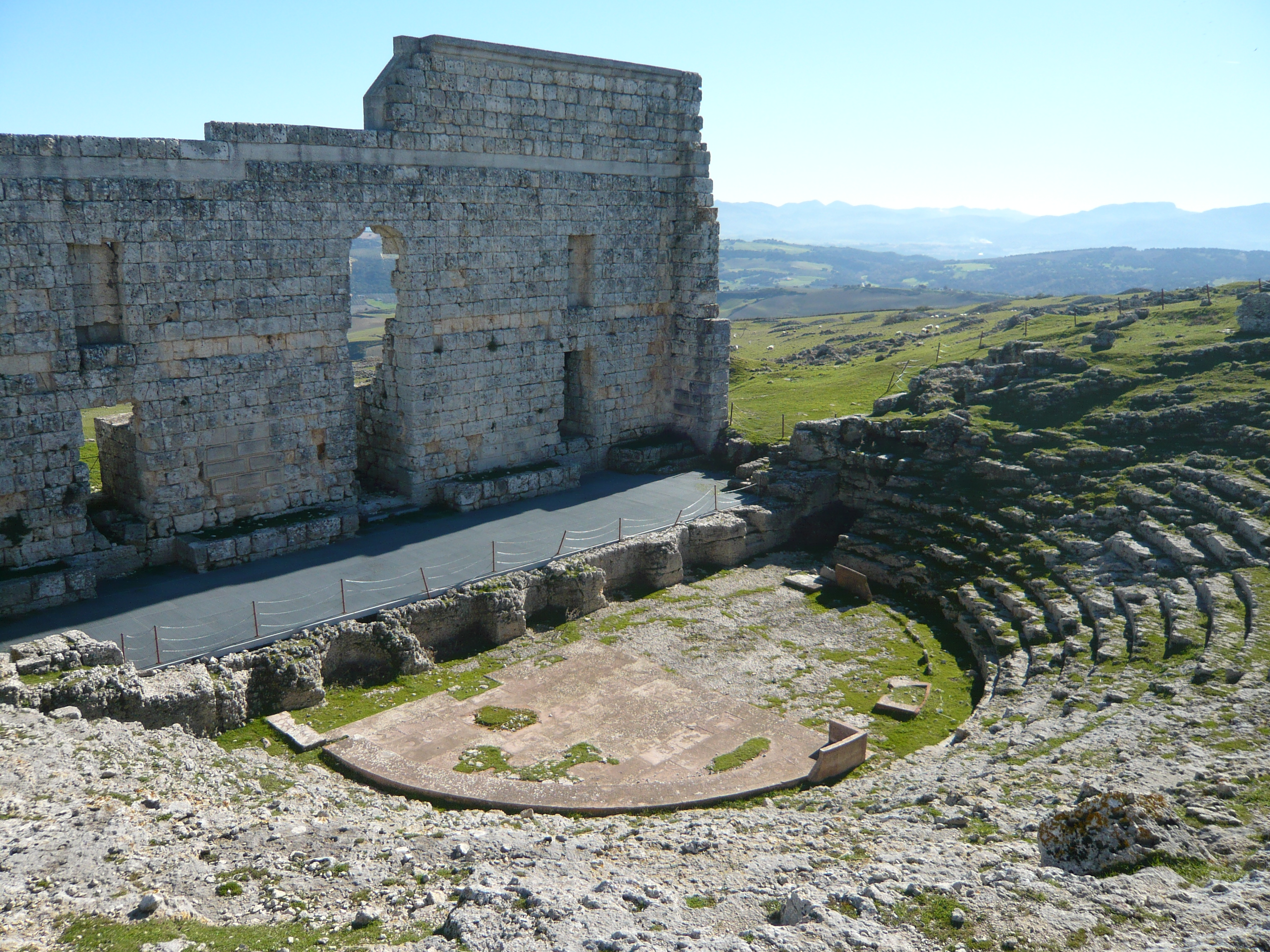
Die Ruinen des Theaters der römischen Stadt Acinipo in Südspanien

Acinipo oder Acinippo (altgriechisch Ἀκινίππω) war eine antike römische Stadt im südlichen Spanien.

## Lage

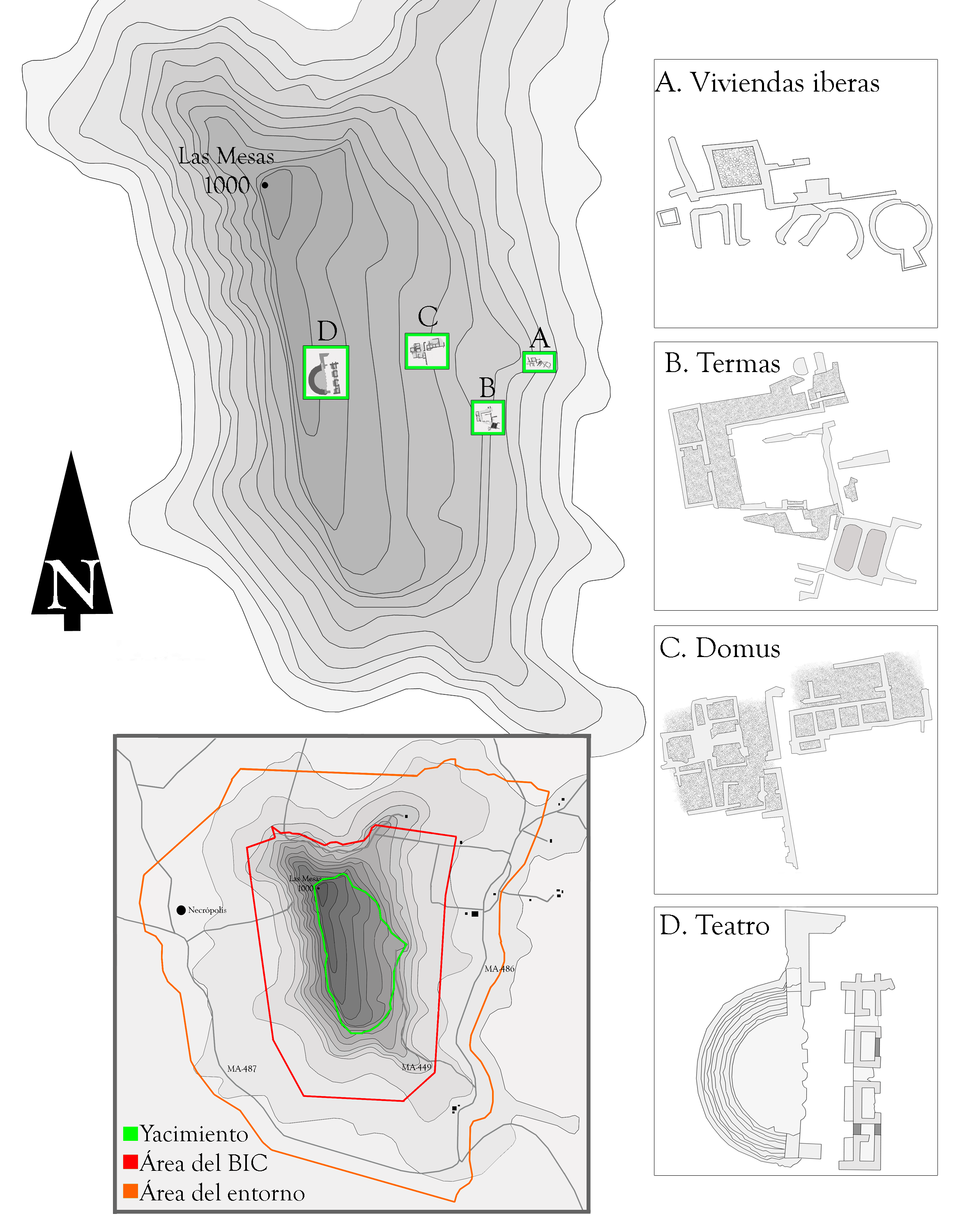
Lageplan der Ruinen

Die Ruinen der Stadt befinden sich etwa 20 Kilometer nordwestlich von Ronda in Andalusien, Provinz Málaga.
Die zur damaligen Zeit hervorragende Lage der Stadt in Bezug auf Strategie, Handelsrouten sowie Fruchtbarkeit und Ackerbau führte dazu, dass Acinipo schon nach kurzer Zeit zu einer beträchtlichen Größe heranwuchs und das Münzprägerecht erlangte. Die Ansiedlung nahm ursprünglich das gesamte Hochplateau ein. Heute finden sich unzählige Ruinen, die in vier Komplexen auf einer Höhe von 920 m bis 980 Meter über dem Meeresspiegel am südlichen Abstieg des Berges Las Mesas liegen (siehe Karte). Erhalten sind beispielsweise Thermen, ein Amphitheater, Grundmauern von Wohn- und Wirtschaftsgebäuden sowie das Fundament einer Zisterne. In der umliegenden Region wird Acinipo auch als Ronda la Vieja, das alte Ronda oder auch als Arunda bezeichnet.

## Geschichte
Die Gründung von Acinipo ist noch nicht vollständig erforscht. Erwähnungen bei Plinius und Ptolemäus als zur Belturia Celtica gehörend, lassen auf eine frühere, keltische Besiedelung schließen. Einige Historiker behaupten, die Stadt sei erst nach der Schlacht von Munda (45. v. Chr.) entstanden. Dabei begegneten sich dort die Armeen von Julius Caesar und Titus Labienus sowie den Brüdern Sextus und Gnaeus Pompeius dem Jüngeren. Für Caesar war die Schlacht um Munda eine Säuberungsaktion, um endlich die konservativen Republikaner zu schlagen und den letzten Brennpunkt der Opposition zu vernichten. Später sollte sich aber herausstellen, dass die Lage zwischenzeitlich für Caesar und seine Truppen bedrohlicher war als geplant. So soll er später gesagt haben, dass er gewöhnlich um den Sieg focht, bei Munda aber um sein Leben.
Schlussendlich besiegten Caesars Legionen die der Widersacher und mit ihnen General Titus sowie einen der beiden Brüder, Gnaeus Pompeius den Jüngeren. Sextus hingegen gelang die Flucht. Er sollte später als berüchtigter Pirat dem Erben Caesars, Augustus, mit seiner Flotte jahrelang Probleme bereiten.
Unter einigen spanischen Historikern ist die Theorie verbreitet, Munda könnte die antike Bezeichnung für das heutige Ronda gewesen sein, so dass die Schlacht von Munda in dieser Region stattgefunden haben könnte. Nach Plinius hingegen wurde die Schlacht in Osuna gefochten, einem Ort, der etwa 50 Kilometer nördlich von Ronda, in der Provinz Sevilla, gelegen ist. Wenngleich bis heute Uneinigkeit darüber herrscht, wo die Schlacht tatsächlich stattfand, ist man sich einig darüber, dass Acinipo als eine Stadt für die pensionierten Veteranen der Legionen Caesars gegründet wurde. Arunda (Ronda) hingegen war ein separierter römischer Außenposten, der möglicherweise bereits vor dem Mundakonflikt bestand und als Ort für die Veteranen der Legionen der Republikaner gegründet wurde.

## Heute
Das Gelände ist ganzjährig frei zugänglich.
Die eindrucksvollste und am besten erhaltene Ruine stellt das antike Theater dar, in dem heute noch Aufführungen stattfinden.